# イオといるユピテルを発見するユノ
『イオといるユピテルを発見するユノ』（イオといるユピテルをはっけんするユノ、蘭: Juno ontdekt Jupiter met Io, 英: Juno discovering Jupiter with Io）は、17世紀のオランダ絵画黄金時代の画家ピーテル・ラストマンが1652-1653年に板上に油彩で制作した絵画である。主題は、オウィディウスの『変身物語』から採られている。作品は1957年にジュリアス・ワイツナー (Julius Weitzner) により寄贈されて以来、ロンドン・ナショナル・ギャラリーに所蔵されている。

## 作品
ギリシア神話およびローマ神話の神々の愚行は、17世紀のオランダを含め全ヨーロッパで人気のある主題であった。ラストマンはイタリアに赴き、カラヴァッジョや彼の追随者たちの革新的な絵画を見、彼らのキアロスクーロ、すなわち劇的な明暗法、そして動きの表現を学び取った。レンブラントはラストマンのもとで6か月修業をしたが、ラストマンの影響はレンブラントに終始一貫して認められる。
ラストマンは注文によって作品を制作したわけではなかったので、自身で主題を選ぶことができた。オウィディウスの『変身物語』の逸話 (I, 612-616) を題材とした本作でも、彼の大半の作品同様、イタリアの荘重さとオランダのひょうきんなユーモアを含んだリアリズムが場面を特徴づけている。

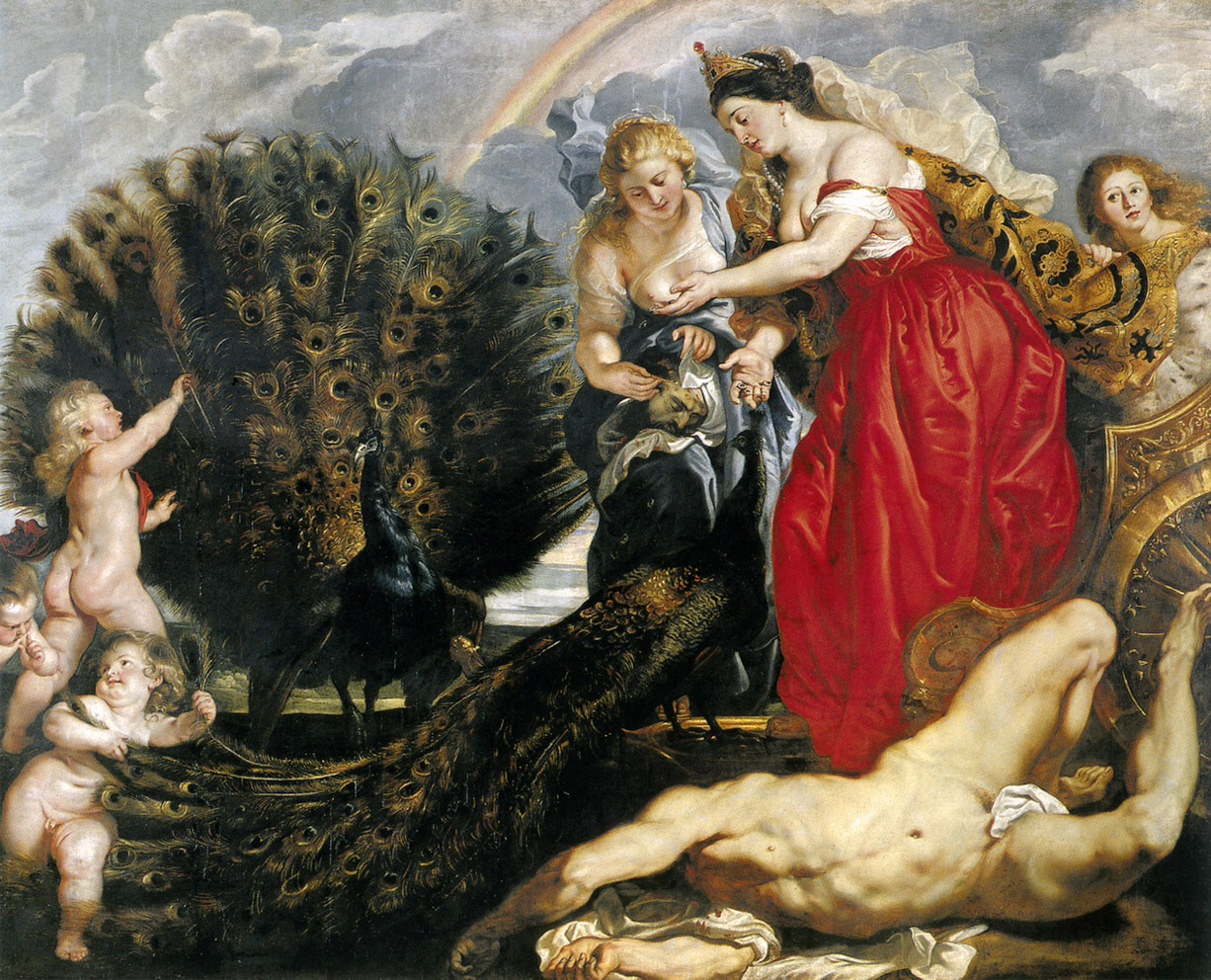
ピーテル・パウル・ルーベンス『ユノとアルゴス』 (1610年ごろ)、ヴァルラフ・リヒャルツ美術館、ケルン

神々の王ユピテルは常のごとく恋に落ちたが、今回の相手は美しい人間の女性イオであった。画面上部左側にいるのはユピテルの妻ユノで、彼の情事を見つけ、怒った彼女は自身のアトリビュート (人物を特定する事物) であるクジャクを連れてやってきたところである。一方、画面前景右側のユピテルは慌ててイオを牛に変身させた直後で、2人の人物がワイン色の布でイオをユノの目から隠そうとしている。手前にいる少年キューピッド (恋の神) の足元には弓が見え、恋の矢が放たれたことを示唆している。もう1人の人物は「欺瞞」の寓意像で、それにふさわしい仮面とキツネの毛皮を背中に纏っている。ちなみに、2人はオウィディウスの『変身物語』には登場しない。後にユノはイオが変身した牛をユピテルからもらい受け、100の目を持つ巨人アルゴスに番をさせた。ところが、ユピテルはメルクリウスを派遣して、アルゴスを殺してしまう。ユノはその死を悼み、自身の聖鳥クジャクの羽根にアルゴスの目をつけた。これがクジャクの羽根の目の模様になったという。
この絵画の焦点となっているのは堂々としたユノで、彼女は場面を支配している。一方、彼女から逃れようとするユピテルは裸体で、疚しさと後悔の表情を浮かべており、神ではなく人間のレベルに成り下がっている。恐妻家の夫とかかあ天下の妻というのは北ヨーロッパのユーモラスな版画で古くからおなじみのテーマであり、ラストマンは古代ローマの物語に自国のテーマを追加したのである。